# ドクロ坊主
『ドクロ坊主』（どくろぼうず）は、ビッグ錠による日本の少年漫画作品。

## 概要
『月刊少年ジャンプ』(集英社)にて1977年から1987年まで連載。単行本は全11巻。
ショートコント風の作品で、1話あたりに複数のイタズラが行われる。基本的には主人公のドクロが他の人間に対してイタズラを仕掛けるが、逆にイタズラの対象にされてしまう事もある。
イタズラの種類は多種多様で、ドッキリ程度のかわいらしいものから完全に犯罪になってしまっているものまである。
ドクロのイタズラには紙粘土が使われる事も多く、紙粘土で作られた骨が良く出てくる。
時事ネタも多く、グリコ・森永事件や科学万博なども扱われた。
連載終了のきっかけは、イジメ等の社会問題が増え、このような漫画を描きにくい世の中になったからとのこと。
単行本はジャンプコミックス(現在は絶版)の他、eBookJapanから電子書籍として販売されている。

## あらすじ
ドクロくんの家は先祖代々、世の中のためにイタズラばかりやってきた由緒正しい家柄。「死神家」の名に恥じないよう、ドクロくんは今日もイタズラの限りをつくす！

## 登場人物
ドクロ
本作品の主人公で、本名は死神毒郎（しにがみ どくろう）。イタズラが生き甲斐の少年で、イタズラの為にはどんな労力も惜しまない。
勉強はまるでダメだが、イタズラにかけては天才的で独創的なアイデアが多い。ただ、後先を考えずに行動するあまり、イタズラは成功したものの大損したり後始末に困る事も多々ある（時にはイタズラに失敗した上に損をする事もある）。
イタズラばかりしているがそれなりに友達付き合いもあるなど、クラスメートから心底嫌われているわけではない事が分かる。
小学生だが髪が無く（剃っているのか禿げてるのかは不明）、髑髏の絵が描かれた服を着ている。愛読書は野口英世伝。モデルは編集者の中野和雄。
ピコ
ドクロのペットの蛇。初期の頃は時々ドクロと一緒に出ていたが、中期以降にはほとんど登場しなくなった。また、体の縞模様は初登場時には無く、2回目登場以降から描かれるようになった。
パパ
ドクロの父親でドクロ寺の住職。本名は死神鬼吉（しにがみ おにきち）。檀家にはいい加減な者が多いらしく、大半が所在不明になっているなどで寺の修繕もままならない。息子同様、他人の不幸を喜ぶなど良い性格とは言えないが、家族の中では比較的常識的な方。ドクロが立派な悪者になることを願っている。
ママ
ドクロの母親で主婦。本名は死神姫子（しにがみ ひめこ）。スタイルが良く、ドクロとは全く似ていない。主婦ならではのイタズラをする事が多い。ドクロが良い子にならないよう心配している。大のプロレスファン。
お岩おばさん
ドクロの親戚のおばさん。ドクロの親戚だけあってイタズラ好き。
サユリ
お岩おばさんの娘で、ドクロが一番苦手にしている子。いつもドクロをやっつける。
ゴン太
お岩おばさんの息子でサユリの弟。赤ちゃん。姉に負けずドクロの強敵。赤ちゃんのかわいさを利用して大いに人を困らせる。
金田一正也（きんだいち まさや）
ドクロの同級生の少年。学修院から転校してきた。ルックスが良くて勉強もできるため、女子からの人気は絶大。登場したての頃はドクロですら振り回されるほどイタズラに長けていたが、その後は普通の性格になった。
イタダキさん
ドクロたちの食事をいただきに現れる人物。家だけでなく旅行先でもやってくる。
ビッグ錠（ビッグ じょう）
この漫画の作者。作中にも時折登場する。容姿の変化が激しいが、基本的には髭を生やしている（無い場合もある）。
岡田（おかだ）
ドクロの同級生の少年。下の名前はノリオ。ドクロと一緒に悪さをする事も多いが、イタズラのターゲットにされてしまう事もある。
山崎（やまざき）
ドクロの同級生の少年。
美子（よしこ）
ドクロの同級生の少女。
メガネをかけた少女（仮）
ドクロの同級生の少女。登場頻度が高く、ドクロのイタズラのターゲットにされる事も少なくないが、時々反撃する。
武田（たけだ）記者
ビッグ錠の当時の担当編集者の武田冬門。太っており、体型をネタにされる事もあった。
土字健太（どじ けんた）
初期～中期頃のドクロ達の担任教諭。基本的には良い先生だが、どこか抜けている所がある。ドクロ達の担任でなくなった後も登場した事がある。
田原（たはら）
中期以降のドクロ達の担任教諭。若い先生でノリが良い。

## 脚註
1. ↑  公式サイトでは1979年連載開始のように書かれているが、これは第1巻が出たのが1979年ということであり、実際の連載開始時期は1977年である。
2. ↑  ドクロ自身が仕掛けたイタズラを逆に利用されて驚かされたり騙されてしまうパターンが多い
3. ↑  一例として、借り物競走で現金一万円を借り、その金をゲームセンター代にしてしまった
4. ↑  ドクロ坊主11巻末の作者コメントより